# David Jenkins (krasobruslař)
David Wilkinson Jenkins (* 29. června 1936, Akron) je bývalý americký krasobruslař.
V roce 1960 vyhrál olympijský závod jednotlivců na hrách ve Squaw Valley. Na předchozí olympiádě v Cortině d'Ampezzo roku 1956 získal bronzovou medaili. Krom toho je trojnásobným mistrem světa z let 1957–1959 a mistrem severní Ameriky z roku 1957. Je mladším bratrem krasobruslaře Hayese Alana Jenkinse, rovněž olympijského vítěze (z roku 1956, toho roku se tudíž potkali na olympijských stupních vítězů). Roku 1960 přešel k profesionálům a vystupoval v šou Ice Follies. Přitom ovšem studoval lékařství. Roku 1963 absolvoval a začal se lékařské profesi plně věnovat, v oboru gastroenterologie.